# Diana Khubeseryan
 Diana Khubeseryan, född 5 maj 1994, är en armenisk friidrottare. Hon deltog vid olympiska sommarspelen 2016.